# جوزيبي برونو
جوزيبي برونو (بالإيطالية: Giuseppe Bruno)‏ هو كاهن كاثوليكي إيطالي، ولد في 30 يونيو 1875 في سيتساديو في إيطاليا، وتوفي في 10 نوفمبر 1954 في روما في إيطاليا.

## وصلات خارجية
- جوزيبي برونو على موقع مونزينجر (الألمانية)